# Кларксвилл (Теннесси)
Кла́рксвилл — город в США в округе Монтгомери штата Теннесси. Является пятым по численности населения городом в штате. Расположен на реке Камберленд, у места впадения в неё реки Ред-Ривер.
Население, согласно переписи населения 2010 года, составляет 132 929 человек. Город основан в 1785 году, назван в честь Джорджа Роджерса Кларка. В Кларксвилле расположено издательство старейшей в штате Теннесси газеты The Leaf-Chronicle. Журналом Money назван в числе пяти городов с населением до 250 тысяч человек, которые в ближайшие десять лет с высокой вероятностью смогут создать большое количество «креативных» рабочих мест.